# Сальвадори, Эл
Альберт Хулиан Сальвадори (англ. Albert Julian Salvadori; родился 6 мая 1945 года, Уилинг, Западная Виргиния) — американский баскетболист, выступавший на позиции форварда.

## Биография
Сальвадори родился и вырос в Уилинге, Западная Виргиния. Дважды приводил школьную команду к титулу чемпионов штата, набирая в среднем 18,6 очков и более 10 подборов, включался в различные символические сборные среди старшеклассников. В 1964 году поступил в Южно-Каролинский университет, где продолжил играть в баскетбол. Будучи третьекурсником, провёл свой лучший сезон за команду, набирая в среднем 13,8 очков с результативностью 45,2% и 7,1 подборов. Однако в выпускной год его показатели значительно снизились до 8,6 очков и 4 подборов.
Сальвадори был выбран под 18-м номером в 3-м раунде на драфте НБА 1967 года был выбран командой «Балтимор Буллетс», но предпочёл НБА АБА, подписав контракт с «Окленд Окс». Дебютировал 13 октября в матче против «Анахейм Амигос», не реализовав три броска с игры. Первые очки заработал 27 октября в игре с «Индиана Пэйсерс», набрав 9 очков и совершив подбор. Всего провёл 17 игр, набирая в среднем 3,2 очка, 2,7 подбора и 0,2 передачи. По окончании сезона покинул команду. В дальнейшем переехал в Карнеги, Пенсильвания. В 2023 году был включён в Зал славы конференции Долины Огайо.
Сын Эла Кевин в 1990-х выступал в НБА за «Сакраменто Кингз».